# Formación Jagüel
La Formación Jagüel es una formación geológica de la Patagonia Argentina, ubicada por debajo de la Formación Roca y encima de la Formación Allen. Todas ellas forman parte del Grupo Malargüe. Su denominación fue introducida por Windhausen en 1914. Esta unidad, definida en el ámbito oriental del Engolfamiento Neuquino, documenta un evento de inundación marina que tuvo lugar durante las edades Maastrichtiense y Daniense. Comprende el conjunto de sedimentitas pelíticas desarrollado entre la sección superior o “Yeso” de la Formación Allen y la base de la primera caliza organógena de la Formación Roca. La Formación Jagüel tiene particular importancia, ya que en gran parte de su extensión contiene el Límite Cretácico-Paleógeno que marca el fin de la era Mesozoica y posee las evidencias de la extinción de fines del Cretácico. En esta extinción desaparecieron, entre otros, los dinosaurios no avianos, los últimos reptiles marinos, los ammonites y muchos grupos de microfósiles.

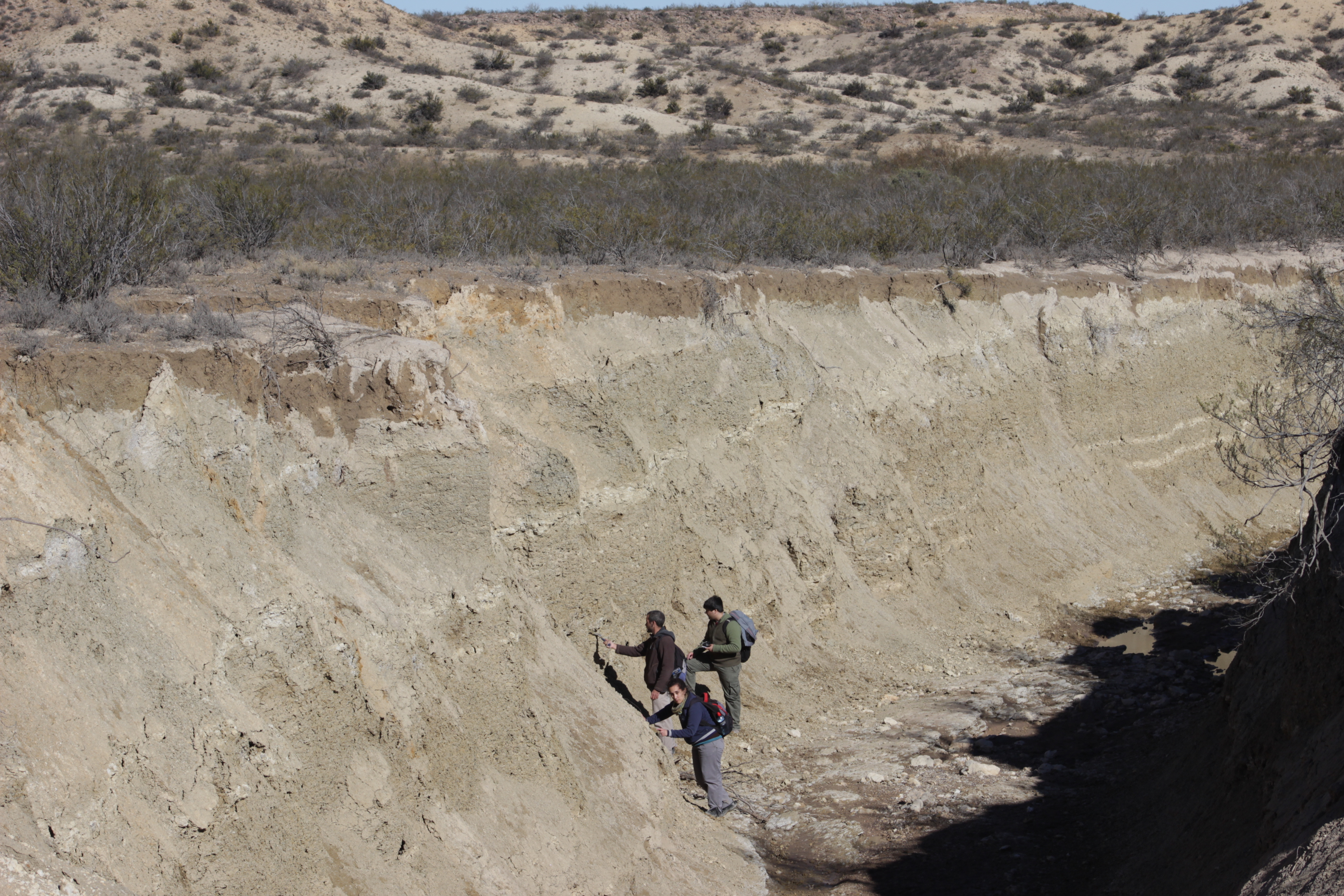
Afloramientos del Grupo Malargüe en Cañadón Cholino (General Roca).

## Distribución areal
La Formación Jagüel presenta sus principales afloramientos en los sectores internos de la cuenca neuquina, donde el "mar rocanense" alcanzó mayor profundidad. En la región andina, aflora en el sur de Mendoza, donde su contenido fósil indica una edad maastrichtiana. En el área de Huantraico (Neuquén), la Formación Jagüel aflora en el cerro Villegas, donde alcanza los 23 m de espesor.
También presenta buenas exposiciones en el flanco oriental del bajo de Añelo (sector Lomas Coloradas-sierras Blanca), en los alrededores del lago Pellegrini, en las bardas al norte del Río Negro hasta General Roca y con afloramientos reducidos se la observa en los alrededores del embalse Casa de Piedra. Dada su litología fina y homogénea, los afloramientos tienen poca expresión morfológica y suelen estar muy cubiertos.

## Litología
Comprende un conjunto monótono de pelitas (arcilitas, limolitas, limoarcilitas) de  colores verde oliva y amarillento, atravesadas por guías delgadas de yeso fibroso. Estas guías quedan en la superficie meteorizada y ortogan un brillo característico a los afloramientos. Las arcilitas son plásticas, con brillo céreo, fragmentosas; algunas presentan laminación, mientras que las limolitas son grisáceas.
Con estas particularidades, aflora en su localidad tipo (Jagüel de Rosauer) y en el paraje Lomas Coloradas, donde la unidad alcanza 18 y 26 m de espesor. Los afloramientos que circundan al lago Pellegrini conservan las características típicas de la unidad. En el sector norte del lago, asoman pelitas calcáreas, macizas y fragmentosas, de color verde oliva y con restos fragmentarios de moluscos (ostras). Hay también abundante contenido fósil constituido por pectínidos y pequeños braquiópodos en este sector, además de una importante asociación microfaunística del Masstrichtiano medio. El espesor en esta área no supera los 30 m.
En las bardas situadas al norte de General Roca (localidad tipo de la Formación Roca), los afloramientos de la Formación Jagüel son muy friables, autocubiertos, de color castaño a verde oliva; conforman la parte basal de las bardas y presentan el aspecto típico de esta unidad. El límite con la suprayacente Formación Roca está dado por la aparición de calizas amarillentas resistentes.

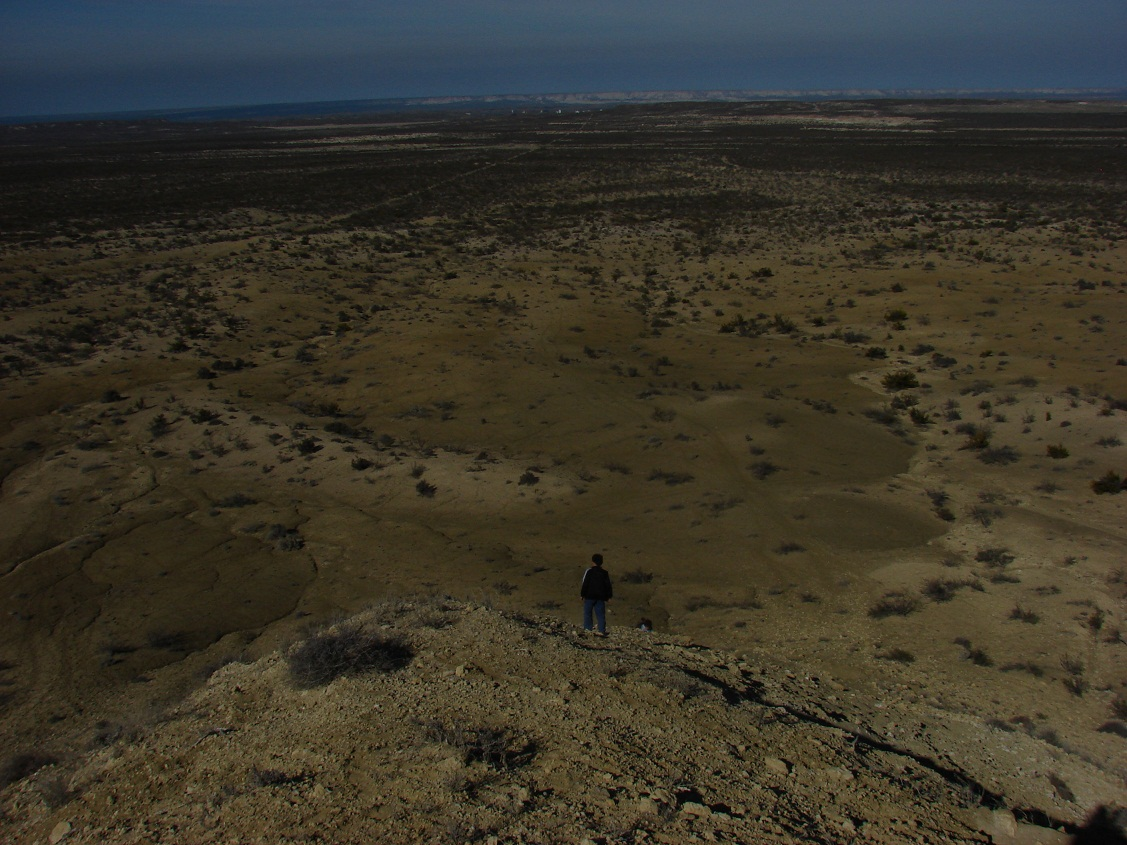
Vista de la Formación Roca en primer plano, y la Formación Jagüel por debajo. Referencia: Iñaki Archuby Béguelin

Finalmente, sobre el margen sur del embalse Casa de Piedra, aflora la parte inferior de la Formación Jagüel, constituida por pelitas castañas a ocres, con muchas guías de yeso hacia la base, y un nivel delgado de calizas muy fosilíferas a 1 m por encima del contacto con la Formación Allen. El espesor aflorante de la unidad es de 25 metros. Sobre la orilla norte del embalse, afloran fangolitas castaño oscuras muy fragmentosas con restos de moluscos en la parte inferior, próxima a la orilla; hacia arriba pasan a pelitas de color ocre, yesosas y muy cubiertas; el espesor aquí es de 20 m. En este sector, la Formación Jagüel está cubierta en discordancia por la Formación Vaca Mahuida.
En la zona de Huantraico, se observan fangolitas calcáreas verdosas, con delgadas intercalaciones de areniscas calcáreas; las fangolitas son macizas o laminadas. Las características litofaciales de la unidad sugieren un ambiente de plataforma externa, por debajo del nivel de base de olas normales.

## Edad y correlaciones
El contenido micropaleontológico de la Formación Jagüel ha permitido ubicarla temporalmente en el Maastrichtiano tardío-Daniano (temprano y tardío). Esta formación se apoya en forma concordante sobre la Formación Allen e infrayace también en concordancia a la Formación Roca. Por encima de estas, se ubica la Formación Pircala-El Carrizo. Juntas comprenden el Grupo Malargüe.

## Paleontología

### Microfósiles
La Formación Jagüel, de edad maastrichtiana a daniana, representa el pico de la transgresión dentro del Grupo Malargüe, que alcanza profundidades máximas de plataforma media a externa. Es muy rica en microfósiles marinos, entre los que se destacan los foraminíferos, planctónicos y bentónicos, ostrácodos y nanofósiles calcáreos, así como dinoflagelados, en general con buena preservación. El registro micropaleontológico de la Formación Jagüel es sumamente importante, ya que en esta unidad contiene el límite Cretácico-Paleógeno en diversas localidades, que marca la extinción masiva de finales de la era Mesozoica.

### Reptiles
El registro de faunas de reptiles marinos incluye los mosasaurios y la tortuga marina Euclastes meridionalis.

### Macroinvertebrados
Como resultado de una revisión taxonómica de las ostras del Cretácico-Paleógeno en la Cuenca Neuquina, en el Oeste de Argentina, se ha mencionado la presencia de Pycnodonte (Phygraea) vesicularis, Amphidonte mendozana, Ostrea wilckensi, Gyrostrea lingua, Ambigostrea clarae y Gryphaeostrea callophyla.
También se han observado ejemplares de otros bivalvos, gastrópodos, equinoideos irregulares, briozoos y decápodos.

## Ambiente
La Formación Jagüel comprende depósitos marinos  acumulados en posiciones internas de la cuenca, con profundidades que varían de plataforma interna a externa. Las evidencias sedimentológicas y paleontológicas sugieren para esta un predominio de condiciones atmosféricas normales, por debajo del nivel de base del oleaje y con buena circulación, lejos de las fuentes de aporte detrítico.